# ديزني+
ديزني+ (تنطق ديزني بلس) (بالإنجليزية: Disney+‎)
، هي خدمة بث فيديو حسب الطلب أمريكية أطلقت عام 2019، يملكها ويديرها قسم توزيع وسائل الإعلام والترفيه في شركة والت ديزني، توزع الخدمة بشكل أساسي الأفلام والمسلسلات التلفزيونية التي تنتجها استوديوهات والت ديزني وتلفزيون والت ديزني ، مع محتوى مخصص للعلامات التجارية ديزني وبيكسار ومارفل وناشيونال جيوغرافيك.
في الثاني من أبريل عام 2020، اعلنت OSN انها ستقوم بعرض البرامج الأصليه الخاصة بشبكة ديزني بلس في الشرق الأوسط وشمال أفريقيا بداية من التاسع من أبريل من نفس العام. ثم سيتم إطلاق خدمة ديزني+ في 16 سوقاً في الشرق الأوسط وشمال أفريقيا في 8 يونيو 2022.
حققت منصة "ديزني بلس" انتعاشاً بصيف عام 2023 مع استقطابها 7 ملايين مشترك جديد منذ نهاية يونيو، فيما تراهن شركة الترفيه العملاقة على المحتوى ذي الجودة العالية وخفض تكاليفها لجعل نشاطها المرتبط بالبث التدفقي مربحاً.
وفي أكتوبر وديسمبر من العام 2023 حققت منصة ديزني بلس إيرادات بـ23,55 مليار دولار، مع تسجيل ربح صاف بـ2,15 مليار دولار، في نتيجة فاقت التوقعات.

## المحتوى
من المتوقع أن تملك الخدمة أكثر من 500 فيلم وأكثر من 7000 حلقة تلفزيونية. الخدمة لن يكون عليها أي محتوي مخصص للكبار فقط، هذا المحتوي سيتم بثه عبر شبكة هولو، ديزني تملك حصة قدرها 30% من هولو وستحصل علي حصة أخرى قدرها 30% عندما تستكمل عملية شراء شركة تونتي فرست سينتشري فوكس. محتوي الخدمة الأصلي سيتكون من خمسة أفلام وخمسة مسلسلات تلفزيونية. في أغسطس 2018، أعلن أن هناك مسلسلات من عالم حرب النجوم ستعرض علي الخدمة.
الخدمة تعرض أول ستة أفلام في سلسلة حرب النجوم، حيث أن حقوق بث هذه الأفلام في الولايات المتحدة تابعة لشبكة تيرنر للبث حتي عام 2024. كابتن مارفل سيكون أول فيلم من توزيع استوديوهات أفلام والت ديزني يعرض علي الشبكة وليس نيتفليكس.

## الإطلاق

الخدمة متوفرة
الخدمة متوفرة كـ ديزني+ هوتستار‎
تم تأكيد الإطلاق
لا يوجد إطلاق أو إعلان حالي

| تاريخ الاصدار  | الدولة / الإقليم | الشركاء       |
| -------------- | ---------------- | ------------- |
| 12 نوفمبر 2019 | الولايات المتحدة | Verizon, Shaw |
| 12 نوفمبر 2019 | هولندا           | لا أحد        |
| 12 نوفمبر 2019 | كندا             | لا أحد        |
| 19 نوفمبر 2019 | بورتوريكو        | لا أحد        |
| 19 نوفمبر 2019 | نيوزيلندا        | لا أحد        |
| 19 نوفمبر 2019 | أستراليا         | OnePass       |

1. ↑  تم إطلاقه لأول مرة كتجربة مجانية في 12 سبتمبر 2019 في هولندا.